# 莱萨德雷德莱斯泰雷勒
莱萨德雷-德莱斯泰雷勒（法語：Les Adrets-de-l'Estérel，法語發音：[le.z‿adʁɛ də lɛsteʁɛl]，意为“埃斯泰雷勒山区的莱萨德雷”）是法国普罗旺斯-阿尔卑斯-蓝色海岸大区瓦尔省的一个市镇，位于该省东南部，属于德拉吉尼昂区。

## 地理
莱萨德雷-德莱斯泰雷勒（43°31'32"N, 6°48'51"E）面积22.26 平方千米，位于法国普罗旺斯-阿尔卑斯-蓝色海岸大区瓦尔省，该省份为法国东南部沿海省份，北起上普罗旺斯阿尔卑斯省，西北角与沃克吕兹省接壤，西接罗讷河口省，南濒地中海，东临滨海阿尔卑斯省。
与莱萨德雷-德莱斯泰雷勒接壤的市镇（或旧市镇、城区）包括：蒙托鲁、巴尼奥勒昂福雷、弗雷瑞斯、塔讷龙。
莱萨德雷-德莱斯泰雷勒的时区为UTC+01:00、UTC+02:00（夏令时）。

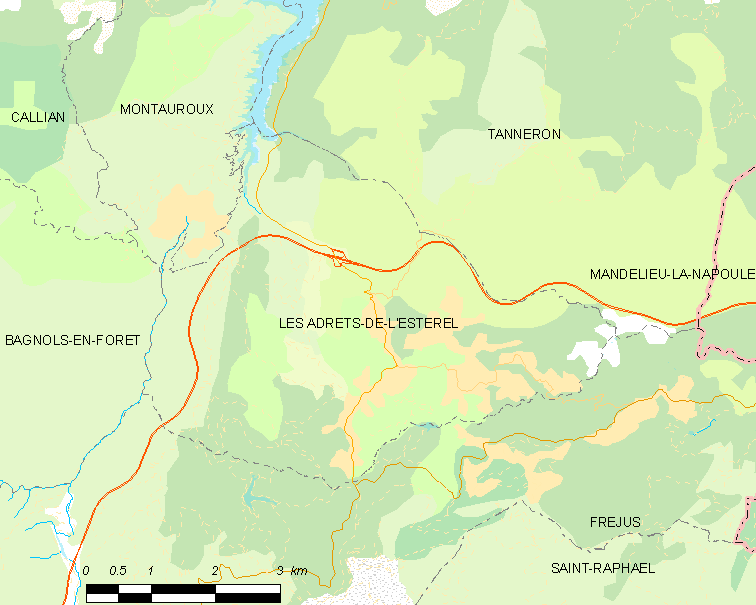
莱萨德雷-德莱斯泰雷勒的OSM定位图

## 行政
莱萨德雷-德莱斯泰雷勒的邮政编码为83600，INSEE市镇编码为83001。

## 政治
莱萨德雷-德莱斯泰雷勒所属的省级选区为圣拉斐尔县。

## 人口
莱萨德雷-德莱斯泰雷勒于2022年1月1日时的人口数量为2780人。

1962-2008年间莱萨德雷-德莱斯泰雷勒人口变化图示